# Ferrocarril de Shrewsbury y Chester
El Ferrocarril de Shrewsbury y Chester (nombre original en inglés:The Shrewsbury and Chester Railway) tuvo su origen en el Ferrocarril Minero de Gales del Norte (el "North Wales Mineral Railway"), construido para transportar carbón y mineral de hierro desde los yacimientos situados alrededor de Wrexham hasta los muelles del río Dee. El tendido original se prolongó hasta Shrewsbury y acabó formando parte de una línea principal. Se abrió en 1846 desde Chester hasta Ruabon, y en 1848 de Ruabon a Shrewsbury, para fusionarse finalmente con el Great Western Railway en 1854.
Gran parte de su línea principal atravesaba áreas rurales, pero la importante área minera situada al oeste de Wrexham y cercana a Ruabon, condujo a un desarrollo considerable de la minería. Se construyó una densa red de ramales para acceder a los pozos y sus instalaciones auxiliares, aunque el terreno montañoso dificultó la construcción del ferrocarril. A finales del siglo XIX se dispusieron servicios de pasajeros para las comunidades mineras.
El negocio de la línea principal también se desarrolló, lo que permitió que el GWR accediera a la zona del río Mersey desde Londres y desde Gales del Sur, lo que permitió acumular una gran demanda de transporte de minerales de larga distancia. Ese tráfico disminuyó abruptamente en la década de 1930, y su desventaja de llegar a la orilla occidental del Mersey hizo que se viera reducida a la condición de ruta secundaria. La línea principal original permanece abierta.

## El campo de carbón de Gales del Norte

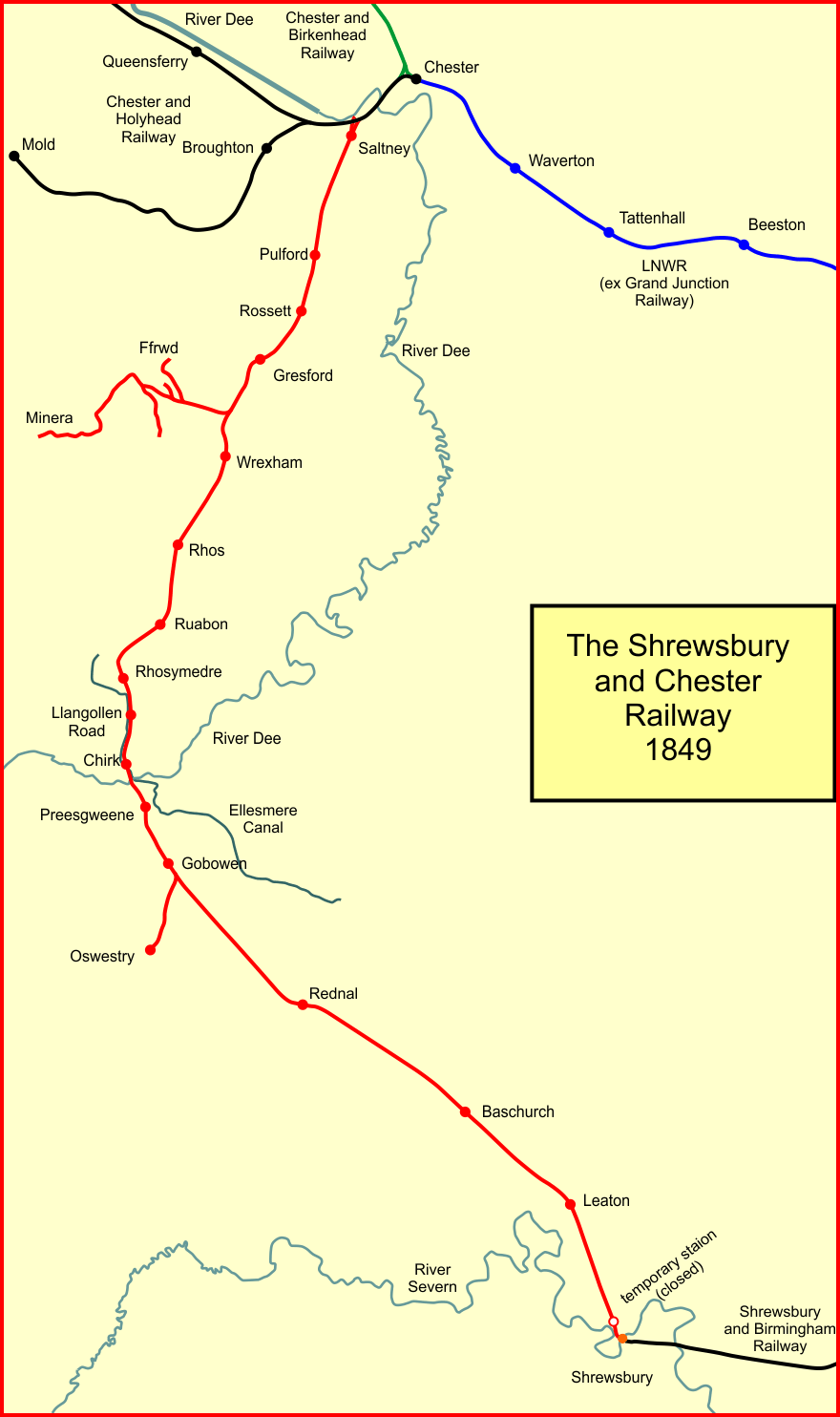
El Ferrocarril de Shrewsbury y Chester en 1849

El campo de carbón de Gales del Norte ocupa una zona situada alrededor de Wrexham, situada entre Talacre (en la desembocadura del río Dee) y Oswestry. Las industrias del carbón y del hierro asociadas se volvieron particularmente activas desde principios del siglo XVIII, pero las malas conexiones de transporte con los mercados lastró el potencial desarrollo del comercio.
El Ferrocarril de Chester y Holyhead se estaba impulsando a partir de 1836, y más activamente a partir de 1840, y surgió la idea de buscar actividades que pudiesen aportar tráfico a la línea, circunstancia de la que surgió la idea de construir el Ferrocarril Minero del Norte de Gales. Inicialmente debía incluir ramales a los pozos de carbón y a las ferrerías, pero la oposición local frustró estos planes. Un proyecto más ambicioso obtuvo el Asentimiento Real a su Acta de Incorporación el 6 de agosto de 1844. Iba a unir Wrexham con un muelle situado en Saltney, y desde allí se conectaría con el Ferrocarril de Chester y Holyhead, que fue autorizado en la misma sesión. En la siguiente sesión parlamentaria, el 21 de julio de 1845, se autorizó extenderse hacia el sur desde Wrexham hasta Ruabon. Para obtener un mejor acceso a los pozos mineros, debía incluir un ramal desde un cruce en Wheatsheaf, un poco al norte de Wrexham, hasta Brymbo y Minera.
Se obtuvieron más derechos al año siguiente, el 27 de julio de 1846, autorizándose una serie de ramales cortos para acceder a las minas de carbón en Ffrwd, Brynmally, Brymbo y Vron. La línea de Wheatsheaf a Minera se inauguró en julio de 1847 y los ramales locales estuvieron listos y abiertos en noviembre de 1847.

## Ferrocarril de Shrewsbury, Oswestry y Chester
Las previsiones realizadas para formar parte de una línea principal se vieron alteradas cuando el Ferrocarril de Chester y Holyhead propuso su propia línea por el sur, debido a los desacuerdos con el Ferrocarril Grand Junction, del que iba a depender el CHR para acceder a Londres. El CHR desarrolló propuestas para una línea de Chester a Shrewsbury (conocido como el Ferrocarril de Cheshire y la Conexión con Shropshire). Tal ferrocarril reduciría enormemente los ingresos del Ferrocarril Minero del Norte de Gales, por lo que el NWMR promovió su propia ruta desde Ruabon a Shrewsbury, llamada Ferrocarril de Shrewsbury, Oswestry y la Conexión de Chester. En el Parlamento, fue esta línea la que se autorizó, el 30 de junio de 1845, sin oposición en el Parlamento, y se rechazó el plan del CHR.

## Formación del Ferrocarril de Shrewsbury y Chester
El NWMR y el SO&CR eran aliados, y su fuerza radicaba en disponer entre ambos de una ruta de extremo a extremo. Tenía sentido combinarse formalmente, y el 27 de julio de 1846 se creó el Ferrocarril de Shrewsbury y Chester por Ley del Parlamento.
Ese mismo día, se otorgó el consentimiento real a las propuestas del SO&CJR para construir un ramal de Leaton a Wem, y de Gobowen a través de Oswestry a Crickheath (cuatro millas al sur de Oswestry, para unirse a un ramal hacia el Ferrocarril Unión de Shropshire propuesto allí). Los planes del SO&CR se prepararon apresuradamente e incluían una estación independiente en Shrewsbury. Las negociaciones con los promotores de otras líneas dieron como resultado el acuerdo de una estación conjunta cerca del centro. La ampliación de esta estación fue autorizada en el acta de fusión; y la estación conjunta resultante también iba a ser utilizada por el Ferrocarril Unión de Shropshire, el Ferrocarril de Shrewsbury y Hereford, y el Ferrocarril de Shrewsbury y Birmingham.
La antigua línea principal del NWMR desde Ruabon (en realidad Rhosymedre, un poco hacia el sur) hasta Saltney, de 15 millas (24,1 km), se inauguró el 2 o 4 de noviembre de 1846; inaugurándose ese mismo día entre Saltney y Chester la sección del Ferrocarril de Chester y Holyhead, operada temporalmente por el S&CR ya que el C&HR aún no estaba en condiciones de hacerlo. Había cinco trenes de pasajeros en cada dirección diariamente.
El ramal hacia Minera, con dos túneles y dos planos inclinados que debían remontarse con sogas accionadas por cabrestantes, se inauguró en julio de 1847, y otros dos ramales subsidiarios fuera de esa línea, a las minas de carbón de Ffrwd y Brynmally, se abrieron en noviembre de 1847.
La línea principal del SO&CJR, con 25 millas (40,2 km) de recorrido, se abrió desde Ruabon hasta una terminal temporal en Shrewsbury el 14 o el 16 de octubre de 1848. La extensión a la nueva estación conjunta se abrió el 1 de junio de 1849. Este fue el primer ferrocarril en llegar a Shrewsbury. Hubo dos viaductos notables en la sección entre Ruabon y Shrewsbury, el de Cefn sobre el río Dee y el de Chirk sobre el río Ceiriog. El viaducto del Dee tiene 510 yardas (466,3 m) de longitud, y era el más largo del país en el momento de su construcción.
A Chester se le prometió una estación conjunta mediante la Ley del 9 de julio de 1847, para ser utilizada por los trenes del S&CR, del C&HR y del LNWR. Se inauguró el 1 de agosto de 1848. El ramal de Wem autorizado en 1846 nunca se construyó, y el ramal de Crickheath se redujo a Oswestry desde Gobowen, siendo inaugurada el 23 de diciembre de 1848.

## Colapso del puente del Dee
El Ferrocarril de Shrewsbury y Chester utilizaba una sección del Ferrocarril de Chester y Holyhead para llegar a Chester. Pero el 24 de mayo de 1847, un puente en ese ferrocarril sobre el río Dee, no lejos de Chester, falló y seis personas murieron.
El C&HR dispuso que se reforzara el puente e invitó al S&CR a que reanudara el servicio, pero el S&CR esperó a que la Cámara de Comercio inspeccionara la obra. Los trenes del S&CR reanudaron la operación sobre el puente reforzado a partir del 26 de julio.

## Ferrocarril de Shrewsbury y Birmingham
El Ferrocarril de Londres y Birmingham había alentado la formación del Ferrocarril de Shrewsbury y Chester, pero el propio L&BR se fusionó con el Ferrocarril Grand Junction, formando el Ferrocarril de Londres y del Noroeste en julio de 1846. En la nueva situación, el LNWR veía al S&CR como un rival en sus negocios: el Ferrocarril de Shrewsbury y Birmingham competiría con el LNWR por el tráfico entre Mersey y Londres. Sin embargo, el Great Western Railway estaba construyendo su línea a Birmingham, por lo que una alianza con el GWR beneficiaría al S&CR; aunque el LNWR se opondría a tal vinculación.
El Ferrocarril de Shrewsbury y Birmingham había sido autorizado en 1846, aunque se omitió la sección al sur de Wolverhampton a Birmingham, a favor de la Línea de Stour Valley. El Ferrocarril de Birkenhead, Lancashire y la Conexión de Cheshire se había abierto en 1840, entre Birkenhead y Chester, y los ferrocarriles de Shrewsbury (el S&BR y el SCR) se aliaron con él, logrando una ruta directa desde Birkenhead a Birmingham. Los muelles de Birkenhead, con acceso a Liverpool, eran un lugar clave en ese momento.

## Conflicto con el LNWR
El presidente de LNWR, Mark Huish, estaba acostumbrado a tácticas comerciales agresivas y prohibió la venta de los billetes a Wolverhampton desde la estación de Chester, ocultó la publicidad del S&CR y del BL&CJR, y prohibió la instalación de un servicio de diligencias para evitar estas maniobras de obstrución. La junta del BL&CJR se sintió intimidada por la actitud del LNWR y al principio se sometió a la presión; pero en 1850 sus accionistas protestaron por la pérdida de negocios y se reanudó la cooperación con el S&CR (los accionistas habían descubierto que se recibía tres veces más tráfico de la línea de Shrewsbury que de la del LNWR).
En enero de 1851, el S&BR y el S&CR llegaron a un acuerdo de tráfico con el GWR. El LNWR tomó represalias con una serie de prácticas comerciales extremadamente agresivas, incluida la falsificación de un acuerdo de asignación de tráfico utilizando un sello de empresa falso. El S&CR obtuvo poderes de ejecución sobre toda la línea Birkenhead, consagrados en la Ley del Parlamento, y el S&BR y el S&CR decidieron fusionarse con el GWR. Al principio esto fue rechazado por el Parlamento; pero en la práctica continuaron colaborando, y las tres empresas pasaron a ser conocidas como las "Compañías Asociadas".

## Fusión con el Great Western Railway
Se propuso nuevamente la fusión con el GWR, que se aprobó el 1 de septiembre de 1854. En el proceso, el nuevo GWR (ampliado) adquirió sus primeras locomotoras de vía estrecha (posteriormente reconocida como estándar).
La compañía de Birkenhead asumió lo inevitable de la situación, y suscribió un acuerdo de asignación de tráfico con el GWR, de forma que las circulaciones de mercancías desde Birkenhead comenzaron el 2 de febrero de 1856. El 1 de mayo de 1857 se inició un servicio de pasajeros entre Birmingham y Birkenhead. En 1859, el LNWR y el GWR acordaron compartir la operación de la Línea de Birkenhead, y ambas compañías accedieron a la propiedad efectiva conjunta total de la línea el 20 de noviembre de 1860, ratificada por ley del Parlamento en 1861.
En agosto de 1861, el GWR completó el tendido de vía mixta hasta Paddington, de modo que los trenes de vía estrecha pudieran circular desde Birkenhead, y el 1 de octubre de 1861 circuló el primer tren de vía estrecha.
Durante algún tiempo, el GWR hizo poco para desarrollar el tráfico de pasajeros de larga distancia, porque tenía la desventaja de una ruta más larga a través de Oxford y de servir a Liverpool desde el lado de Birkenhead del Mersey. Solo a partir de 1880 se puso en marcha un tren rápido, conocido como el Northern Zulu. A partir de ese momento, la ruta del noroeste tuvo trenes desde Cardiff y desde el oeste de Inglaterra. El tráfico de mercancías, en particular el tráfico de minerales, había sido durante mucho tiempo un negocio mucho más fructífero, y a nivel local (a pesar de la existencia de la cuenca carbonífera del norte de Gales) se registraba un intenso tráfico de carbón desde el sur de Gales hasta el área de Wrexham y Birkenhead para el abastecimiento de combustible, y un tráfico correspondiente de mineral de hierro hacia el sur para servir a las ferrerías del sur de Gales.
El tráfico de pasajeros se desarrolló desde Birkenhead hasta los destinos del GWR, muchos de ellos fuera de Londres, ya que el servicio del LNWR desde Liverpool era superior. Desde finales de la década de 1890 se iniciaron los trenes directos desde Liverpool a través del Ferrocarril de Mersey. De hecho, el tráfico dominante era el carbón desde el sur de Gales hasta Birkenhead.

## Acceso a Minera mejorado
El ramal de 1847 desde la Conexión de Wheatsheaf a Minera a través de Brymbo era difícil de operar, ya que incluía dos planos inclinados que debían remontarse con cuerdas accionadas por cabrestantes. El Ferrocarril de Shrewsbury y Chester promovió una nueva línea, el Ferrocarril de Wrexham y Minera, que obtuvo la aprobación real el 17 de mayo de 1861. Discurría por una ruta situada más al sur, desde un cruce al sur de Wrexham, en Croes Newydd hasta Brymbo, y se inauguró el 22 de mayo de 1862, permitiendo cerrar Moss Incline, el plano inclinado trabajado con cuerdas situado inmediatamente al este de Moss en el ramal original de Minera.

## Ferrocarril de Wrexham, Mold y Connah's Quay
Se produjo el descontento entre los industriales por las conexiones ferroviarias hacia fuera del área. Con el tiempo, el Ferrocarril de Wrexham, Mold y Connah's Quay fue autorizado el 7 de agosto de 1862. Se construyó desde Wrexham para unirse al Ferrocarril de Buckley, un antiguo tranvía de caballos que se había mejorado, y juntas las dos líneas cortas daban acceso a un muelle en el río Dee, y a una conexión con el Ferrocarril de Chester y Holyhead. La línea se inauguró el 1 de enero de 1866 para el tráfico de minerales; y para los pasajeros después de las mejoras, el 1 de mayo de 1866.

## Ramales del LNWR
Desde 1805 había habido un tranvía de caballos desde el canal en Pontcysyllte hasta el pueblo de Acrefair, sirviendo a la mina de carbón de Kynaston y a las ferrerías situadas en el camino, así como a las canteras de Cefn. Conocido como el Tranvía de Ruabon Brook, era propiedad de la empresa del canal. Fue arrendado al Ferrocarril de Londres y del Noroeste en 1847, que en 1863 convirtió la línea en un ferrocarril con locomotoras, agregando numerosas conexiones cortas a pozos y fábricas de ladrillos en la localidad.
El LNWR tenía un ramal a Coed Poeth y Tryddyn. El Ferrocarril de Extensión de Wrexham y Minera, de Brymbo a Tryddyn, se autorizó en 1865, y los derechos se transfirieron conjuntamente al LNWR y al GWR, siendo inaugurado en 1872.

## Ramal de Ponkey
En 1861, el GWR abrió un ramal más: desde un cruce justo al norte de la estación de Ruabon hasta los hornos en Ponciau (Ponkey) y Aberderfyn. Entró en servicio el 1 de agosto de 1861, y el 27 de agosto de 1871 se extendió hasta Legacy.

## Ramal de Moss Valley
El GWR abrió el Ramal de Moss Valley de 3 millas (4,8 km) de longitud, autorizado el 21 de julio de 1873 e inaugurado el 11 de mayo de 1881; llegaba a la acería de Ffrwd Ironworks desde un cruce con la línea principal del W&MR cerca de su origen.

## Operación de pasajeros en las líneas de Brymbo

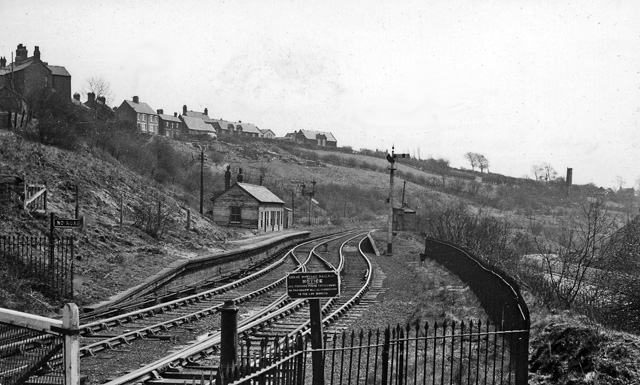
Estación de Brymbo en 1962

En la línea GWR de Brymbo a Minera, los trenes de pasajeros comenzaron a operar hasta Coed Poeth el 15 de noviembre de 1897, y el servicio de pasajeros se extendió a Berwig en 1905. A partir de ese momento se utilizó el sistema de trenes automotores favorecido por el GWR (empleando coches de viajeros con una pequeña máquina de vapor incorporada), una solución que permitió rentabilizar servicios de pasajeros con poco uso. Para incrementar la viabilidad del sistema, se habilitaron varias nuevas paradas para los automotores. El ramal de Moss Valley recibió un servicio de pasajeros similar a partir del 1 de mayo de 1905, desde Wrexham hasta Moss Platform por el valle.

## Ampliaciones de ramales en Legacy
Posteriormente, el GWR obtuvo autorización para construir un ramal (el ramal "Rhos") desde cerca de Wrexham hasta Legacy, haciendo nuevas conexiones allí con el ramal de Ponkey y el ramal de Plas Madoc. Este nuevo grupo de ramales se abrió el 1 de octubre de 1901. Los automotores una vez más permitieron brindar un servicio de pasajeros en rutas locales donde no era rentable emplear trenes más grndes. Desde el 1 de mayo de 1905 funcionó un servicio de pasajeros en el ramal de Pontcysyllte, y desde el 5 de junio de 1905 hacia el sur desde Legacy en el ramal de Ponkey.

## Mejoras en la estación de Wrexham
El trabajo a cielo abierto al oeste de la cuenca carbonífera disminuyó a medida que fue necesario explotar cada vez más pozos y, a finales del siglo XIX, la atención se centró cada vez más en el trabajo subterráneo más al este. Wrexham se convirtió en el centro de la actividad ferroviaria a medida que los ramales principales conducían allí, y las instalaciones para pasajeros en la estación general de Wrexham mejoraron sustancialmente en el período de 1909-1912.

## Servicios de trenes de pasajeros
En julio de 1938 había expresos de Londres a Birkenhead a las 09:10, 11:05, 14:10, 16:05 y 18:10, con algunas circulaciones adicionales los sábados de verano. La mayoría de estos trenes anunciaban conexiones para la Isla de Man o Belfast, así como para el Landing Stage del puerto de Liverpool. El viaje en el tren de la mañana duraba 5 horas y 7 minutos hasta Liverpool Landing Stage. La mayoría de los expresos se detenían en Shrewsbury, Gobowen, Ruabon, Wrexham y Chester, y había algunos trenes de la costa sur que transportaban coches de viajeros desde múltiples destinos.
El servicio local era bastante limitado. Tomando a Rednal como ejemplo, había siete trenes de bajada entre semana, y la mayoría de los trenes locales no pasaban directamente de Shrewsbury a Chester.
El patrón general había sido similar en 1910, pero el tiempo de viaje era más lento (6 horas y 40 minutos de Londres a Liverpool) y el último tren salía antes, a las 16:55.
En 1960 había trenes expresos de Londres a Birkenhead a intervalos de aproximadamente dos horas, así como un tren nocturno que transportaba un coche cama. La mayoría de los trenes hicieron conexiones hacia y desde Oswestry en Gobowen. El servicio de la estación local era muy limitado. Por ejemplo, Stanwardine Halt tenía tres paradas facultativas al día para los trenes de bajada.

## Reducciones de servicio
La reducción de personal motivada por la Primera Guerra Mundial se tradujo en el cierre de las paradas de los automotores, así como en la interrupción de la conexión de Ponkey a Legacy. Los trenes de pasajeros de Wrexham a Rhos continuaron funcionando hasta el 30 de diciembre de 1930.
La línea entre Pontcysyllte y Pant se cerró en 1953 y entre Pant y Rhos el 14 de octubre de 1963. La competencia de los servicios por carretera en el transporte local después de la Segunda Guerra Mundial produjo una fuerte caída en el negocio ferroviario de pasajeros y mercancías en las estaciones intermedias, y la mayoría de ellas se cerraron el 10 de septiembre de 1962.
Cuando se completó la electrificación de la antigua ruta del LNWR de Londres a Birmingham en marzo de 1967, se suspendieron los trenes directos desde Paddington a partir del 4 de marzo de 1967.
El servicio de pasajeros de la Línea de Gobowen a Oswestry se interrumpió el 7 de noviembre de 1966. Transformado a vía única el 2 de noviembre de 1971, se restringió a trenes de mercancías de forma ocasional, hasta el 28 de octubre de 1988.
La línea principal original de Saltney Junction (Chester) a Shrewsbury permanece activa, con estaciones de pasajeros abiertas en Wrexham General, Ruabon, Chirk y Gobowen. Los trenes salen cada, hora pero con horarios irregulares.

## Estaciones: línea principal y ramal de Oswestry únicamente

### Línea principal
- Chester; estación conjunta;
- Saltney Junction; divergencia de la línea de Holyhead;
- Saltney; abierta el 4 de noviembre de 1846; cerrada el 1 de enero de 1917; reabierta el 4 de julio de 1932; cerrada el 12 de septiembre de 1960;
- Balderton; abierta en julio de 1901; cerrada el 3 de marzo de 1952;
- Rossett; abierta el 4 de noviembre de 1846; cerrada el 26 de octubre de 1964;
- Gresford; abierta el 4 de noviembre de 1846; cerrada el 10 de septiembre de 1962;
- Rhosrobin Halt; abierta el 1 de septiembre de 1932; cerrada el 6 de octubre de 1947;
- Wheatsheaf Junction; divergencia al Ramal de Minera en 1847;
- Wrexham; abierta el 4 de noviembre de 1846; renombrada Wrexham General; sigue abierta;
- Croes Newydd North Junction; divergencia al ramal de Minera;
- Croes Newydd South Junction; convergencia desde el ramal de Minera;
- Rhos Junction; divergencia de la línea de Legacy;
- Rhos; abierta el 14 de octubre de 1848; cerrada en febrero de 1855;
- Johnstown y Hafod; abierta el 1 de junio de 1896; cerrada el 12 de septiembre de 1960;
- Wynnville Halt; abierta el 1 de febrero de 1934; cerrada el 12 de septiembre de 1960;
- Gardden Lodge Junction; convergencia de Ponkey Branch;
- Ruabon; abierta el 4 de noviembre de 1846; sigue abierta;
- Plas Madoc Junction; divergencia del ramal de Plas Madoc;
- Llangollen Line Junction; divergencia del ramal Llangollen;
- Rhosymedre Halt; abierta el 1 de septiembre de 1906; cerrada el 2 de marzo de 1959;
- Rhosymedre; abierta el 14 de octubre de 1848; renombrada Cefn 1849; cerrada el 12 de noviembre de 1960;
- Fron Branch Junction; divergencia de Fron Branch;
- Llangollen Road; abierta el 14 de octubre de 1848; cerrada el 1 de julio de 1862; reabierta como Llangollen Road Halt; abierta el 1 de octubre de 1905; rebautizada como Whitehurst Halt 1906; cerrada el 12 de septiembre de 1960;
- Chirk; abierta el 14 de octubre de 1848; sigue abierta;
- Trehowell Halt; inaugurada el 27 de julio de 1935; cerrada el 29 de octubre de 1951;
- Preesgweene; abierta el 14 de octubre de 1848; cerrada en marzo de 1855; reabierta en noviembre de 1871; renombrada Weston Rhyn en 1935; cerrada el 12 de septiembre de 1960;
- Gobowen; divergencia de la línea de Oswestry; abierta el 14 de octubre de 1848; sigue abierta;
- Whittington; abierta el 14 de octubre de 1848; rebautizada como Whittington Low Level 1924; cerrada el 12 de septiembre de 1960;
- Rednal; abierta el 14 de octubre de 1848; rebautizada como Rednal y West Felton 1907; cerrada el 12 de septiembre de 1960;
- Haughton Halt; inaugurada el 22 de septiembre de 1934; cerrada el 12 de septiembre de 1960;
- Stanwardine Halt; inaugurada el 27 de febrero de 1933; cerrada el 12 de septiembre de 1960;
- Baschurch; abierta el 14 de octubre de 1848; cerrada el 12 de septiembre de 1960;
- Oldwoods Halt; inaugurada el 3 de julio de 1933; cerrada el 12 de septiembre de 1960;
- Leaton; abierta el 14 de octubre de 1848; cerrada el 12 de septiembre de 1960;
- Shrewsbury (estación temporal); abierta el 14 de octubre de 1848; cerrada el 1 de junio de 1849 al completarse la línea;
- Shrewsbury; abierta el 1 de junio de 1849; a veces conocida como Estación General de Shrewsbury; sigue abierta.

### Ramal de Oswestry
- Gobowen; (véase arriba);
- Park Hall Halt; inaugurada el 5 de julio de 1926; cerrada el 7 de noviembre de 1966;
- Oswestry; abierta el 1 de enero de 1849; cerrada el 9 de julio de 1924, servicio desviado a la estación de los Ferrocarriles de Cambria.[34][35][36]